# كأس ألبانيا 1991–92
كأس ألبانيا 1991–92 (بالألبانية: Kupa e Republikës 1991-92‏) هو موسم من كأس ألبانيا. أشرف على تنظيمه اتحاد ألبانيا لكرة القدم، وفاز فيه KF Elbasani ‏.